# Christian Fiore
Christian Fiore (* 1975 in Mainz) ist ein deutscher Spieleautor. Gemeinsam mit Knut Happel entwickelte er seit 2003 zahlreiche Spiele.

## Biographie
Nach dem Abitur studierte er Kommunikationsdesign an der FH Mainz und schloss mit den Studiengang mit Diplom ab. Bereits während des Studiums gründete er in Oppenheim die Werbeagentur "Das Format" und führte diese gemeinschaftlich mit seiner Ehefrau Britta Fiore. Diese ging später in die Fiore GmbH mit Sitz in Nierstein über. Seit 2003 entwickelt er nebenberuflich Spiele mit Knut Happel. Auch hauptberuflich ist er dem Brettspiel verbunden und zeichnet verantwortlich für die Gestaltung vieler Spiele namhafter Autoren und Verlage.

## Spielografie
- 2005 – Pecunia non olet – Goldsieber (ausgezeichnet als Spiel der Spiele 2006 in der Kategorie Spiele für Familien[1])
- 2006 – Die Säulen von Venedig – Goldsieber (ausgezeichnet als Spiel der Spiele 2007 in der Kategorie Spiele mit Freunden, Empfehlungsliste Spiel des Jahres[2])
- 2007 – Saba – Goldsieber
- 2007 – Akkon – Goldsieber
- 2008 – Schnappburg – Goldsieber
- 2008 – Via Romana – Goldsieber
- 2009 – PsychoPet – Goldsieber (ausgezeichnet als Spiel der Spiele 2010 in der Kategorie Spiele mit Freunden[3])
- 2009 – Maus au Chocolat – Kosmos
- 2009 – Langfinger – Pegasus
- 2010 – Captain Jack’s Gold – noris
- 2011 – Die Schatzkammer von El Mirador – Noris
- 2012 – Die Geissens -noris
- 2013 – Atlantic City – noris
- 2013 – Knetivity – noris
- 2016 – Pecunia non Olet (2nd Edition) – Noris
- 2016 – Legends – Ravensburger
- 2016 – Speed Art – Carlit
- 2017 – Bibi & Tina: Tohuwabohu Total – Schmidt
- 2017 – Doppel X – Schmidt
- 2017 – Mein cooles Dino-Spiel – moses
- 2017 – Wild Life – Carlit
- 2018 – 3x8 – Amigo
- 2018 – Dog Kids – Schmidt
- 2018 – Atlantica – Piatnik
- 2019 – Pearls – Abacusspiele
- 2020 – Die Wikinger Saga – Schmidt
- 2020 – Fiesta Mexicana – HUCH!
- 2022 – Minecraft: Heroes of the Village – Ravensburger[4]